# ディリクレ問題
ディリクレ問題（英語: Dirichlet problem）とは、ラプラス方程式をある領域 Ω で、境界上で φ=G という条件で解となる調和関数 φ = φ(x1, x2, ..., xn) を求める問題である。第一境界値問題とも呼ばれる。解法には、グリーン関数、ディリクレの原理、交代法、ポアンカレの掃散法、ペロン法などがある。